# 三木光範
三木 光範（みき みつのり、1950年 - ） は日本の工学者。同志社大学、情報系学科（インテリジェント情報工学科）の教授。
専門分野は最適設計、並列処理、システム工学、知的システムの設計。現在の研究テーマは、並列分散処理に基づくシステムの最適化、遺伝的アルゴリズムやシミュレーテッドアニーリングなどの進化的最適化手法の分散並列化、PCクラスター・コンピューティング、GAなど。現在は知的照明システムの研究に従事。

## 来歴
同志社大学工学部卒業、大阪市立大学大学院工学研究科博士課程修了。工学博士。大阪市立工業研究所研究員、金沢工業大学助教授を経て1987年に大阪府立大学工学部航空宇宙工学科助教授。1994年、同志社大学工学部知識工学科教授に就任。2004年、学内ベンチャーである株式会社インテリジェント・ソリューションズを設立し代表取締役を兼任。
1978年 大阪市立大学 工学博士 論文の題は「衝撃荷重を受ける繊維強化プラスチックの変形および破壊に関する研究」。
IEEE、情報処理学会、人工知能学会、システム制御情報学会、日本機械学会、計算工学会、超並列計算研究会代表、経済産業省産業技術審議会委員などに参加。
遺伝的アルゴリズムやシミュレーテッドアニーリングなど、さまざまな最適化理論の確立にも力を注いでいる。
2006年、日本機械学会計算力学部門長。
2012年、「知的照明および輻射空調システム等を統合的に活用した低炭素型オフィス設備の最適化制御に関する技術開発」で産学官連携功労者表彰環境大臣賞を受賞。
2019年、東京ビッグサイトにて日本経済新聞社からFuture Office Tech & Facilityの招待を受け、展示会を開催。20余りの最新技術を展示。